# Cindy McCain
Pour les articles homonymes, voir McCain.
Cindy Lou Hensley McCain, née le 20 mai 1954 à Phoenix (Arizona), est une cheffe d'entreprise américaine, épouse de John McCain.

## Biographie

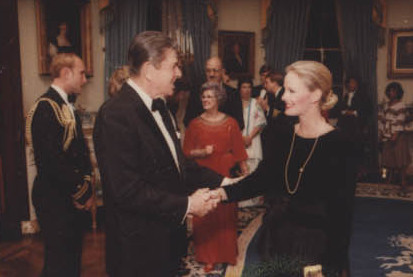
Le président Ronald Reagan et Cindy McCain en 1983.

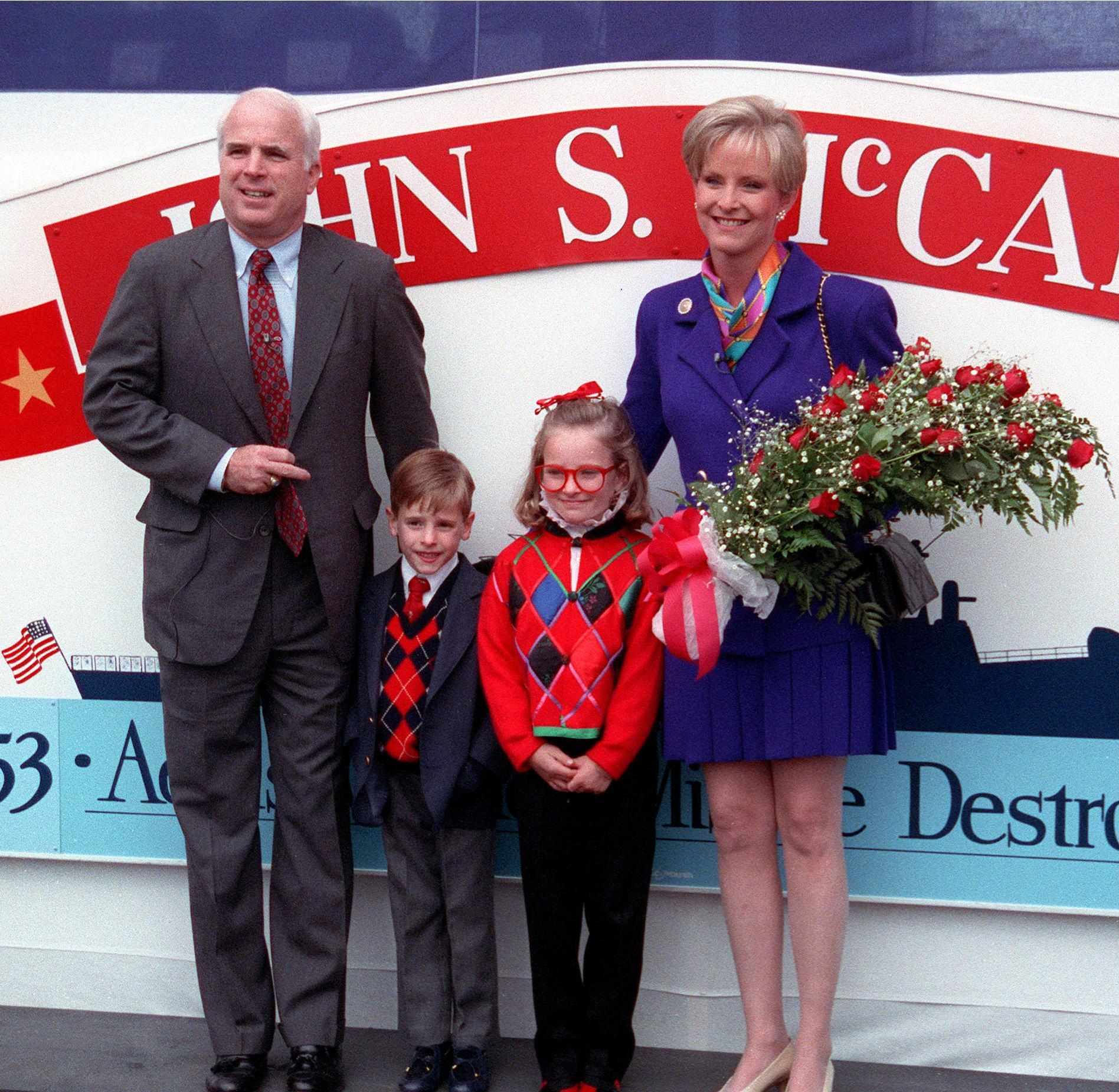
John et Cindy McCain en 1992.

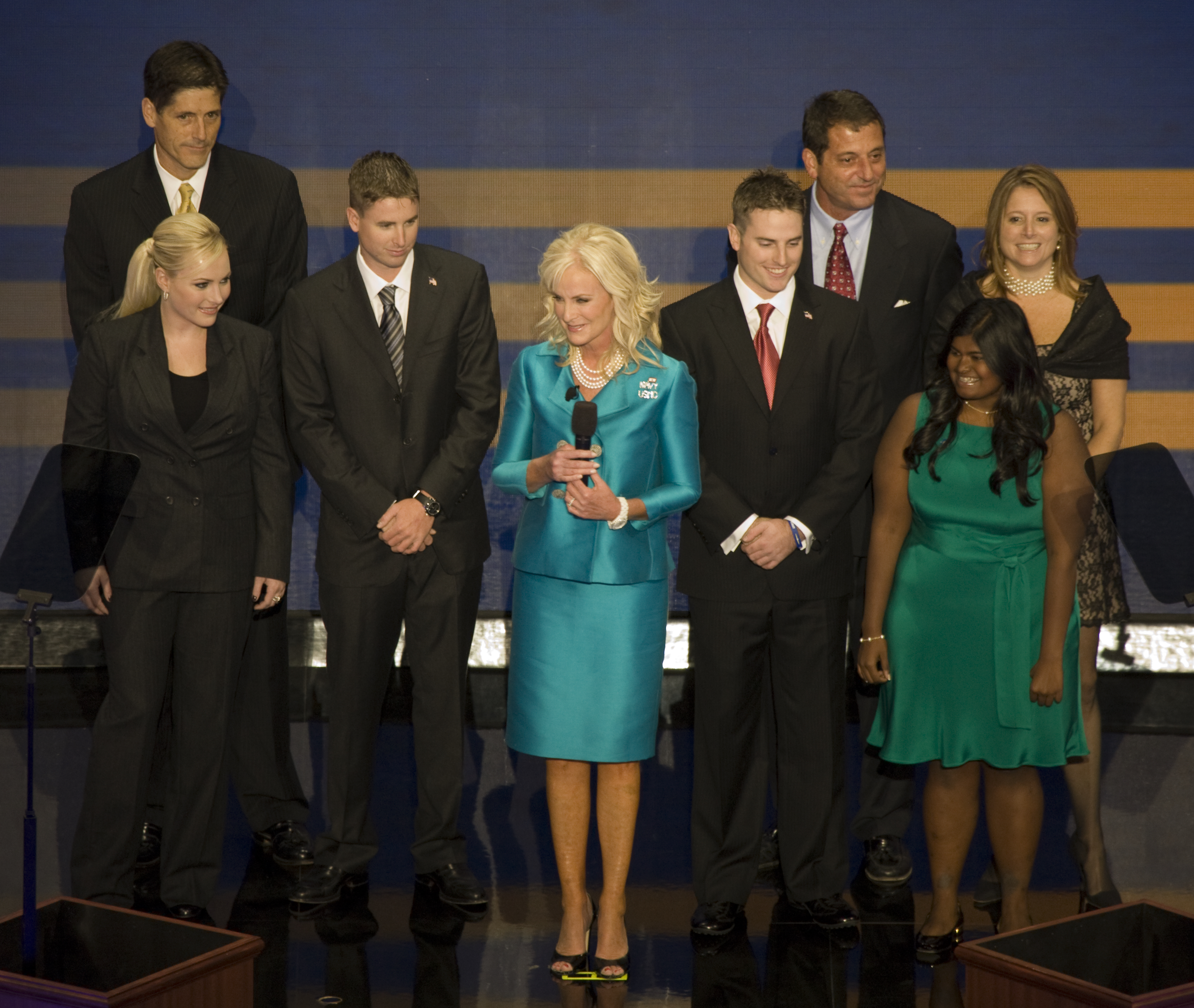
La famille McCain en 2008.

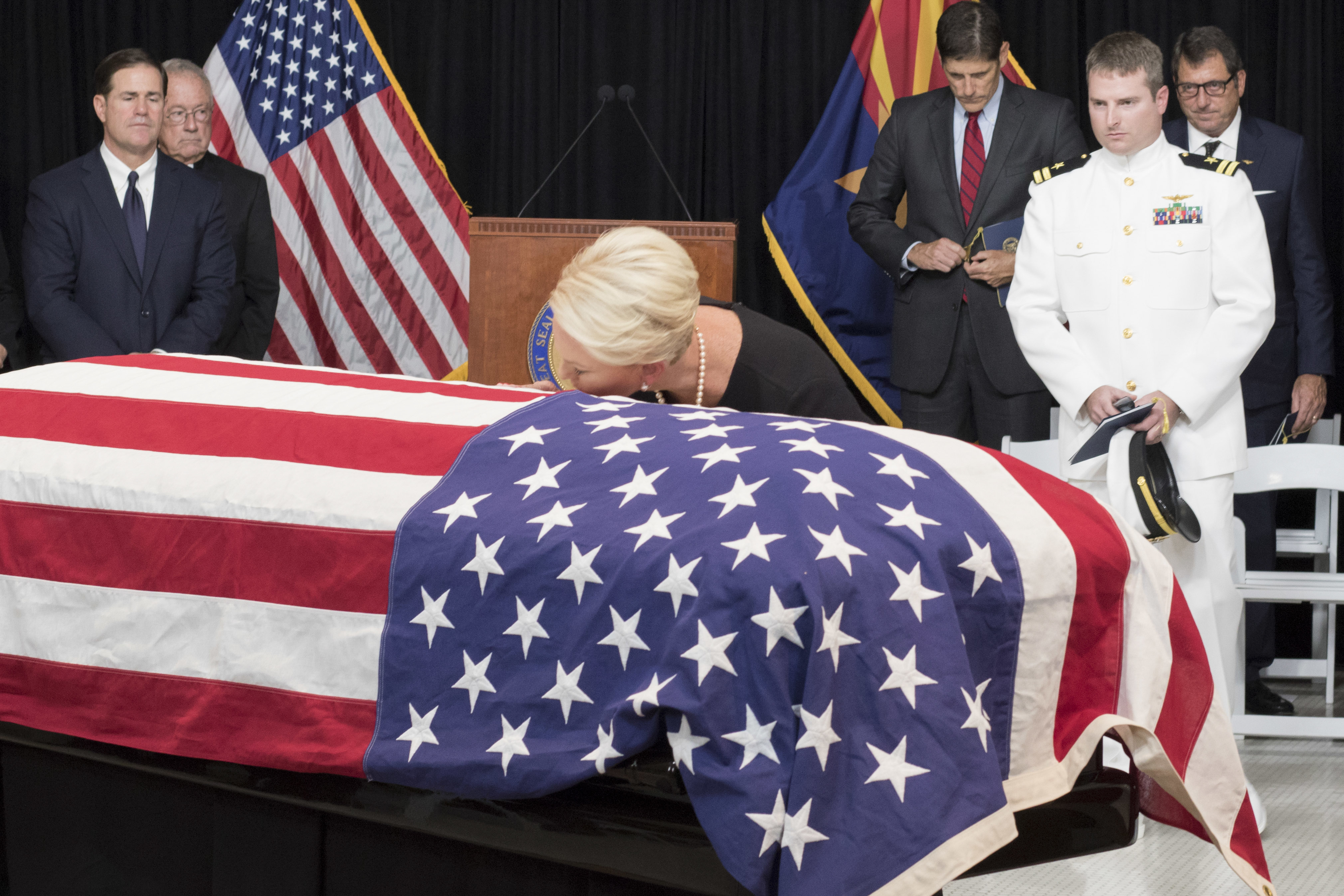
Cindy McCain sur le cercueil de son époux, en 2018.

Cindy Lou Hensley est la fille unique des distributeurs de bière Jim et Marguerite Hensley. Héritière du groupe, elle est présidente de la compagnie de distribution Budweiser à partir de 2000.
Elle siège également aux conseils d’administration des associations Halo Trust, qui se bat contre les mines antipersonnel, et Operation Smile, qui aide les enfants souffrant d’une fente palatine.
Ancienne pom-pom girl lorsqu'elle est lycéenne à Phoenix en Arizona, diplômée en pédagogie de l'université du Sud de la Californie puis enseignante dans une école spécialisée d’un quartier pauvre de Phoenix, Cindy Lou Hensley rencontre John et Carol McCain en 1979 et épouse John un an plus tard.
En 2004, elle est victime d'un grave infarctus.
En 2020, veuve du républicain John McCain depuis deux ans, elle affirme son soutien au candidat démocrate Joe Biden pour l'élection présidentielle qui se tient la même année, estimant qu’il est « le seul candidat dans la course à défendre nos valeurs comme nation ». Elle est amenée à faire partie des nombreux conseillers du nouveau président.
De 2021 à 2023, elle est ambassadrice des États-Unis auprès de l'Organisation des Nations unies pour l'alimentation et l'agriculture (FAO) puis directrice exécutive du Programme alimentaire mondial depuis cette dernière date.

## Controverses et prise de position
Cindy McCain a été au cœur d'une polémique en 1994 qui l'a obligée à suivre une cure de désintoxication pour s'affranchir de sa dépendance aux analgésiques qu'elle prenait en grande quantité pour supporter les douleurs consécutives à deux opérations du dos et au stress du scandale dit des Keating Five. John McCain avait été à l'époque accusé d'avoir dérobé des cachets antidouleur à l’American Voluntary Medical Team, association œuvrant pour le tiers-monde que Cindy McCain avait elle-même fondée. Plutôt que d’avoir à subir un procès, elle avait choisi de suivre une cure de désintoxication.
Au lendemain de l'intervention de Sarah Palin à la Convention nationale républicaine, Cindy McCain, généralement avare de déclarations politiques, affirmait dans une émission d'ABC respecter les opinions de la colistière de son mari en matière d’avortement et d’éducation sexuelle, sans toutefois les partager.

### Sources
- (en) Cet article est partiellement ou en totalité issu de l’article de Wikipédia en anglais intitulé « Cindy McCain » (voir la liste des auteurs).